# Estadio Lokomotiv (Simferópol)
El Complejo Deportivo Republicano Lokomotiv (en ucraniano: Республіканський спортивний комплекс «Локомотив», Respublikansʹkyy̆ sportyvnyy̆ kompleks «Lokomotyv»), más conocido simplemente como estadio Lokomotiv (Стадион Локомотив) es un estadio multiusos en la ciudad de Simferópol (Crimea), territorio oficialmente (de iure) parte de Ucrania, el cual, sin embargo, desde marzo de 2014 es administrado de facto por la Federación Rusa. En la actualidad se utiliza sobre todo para partidos de fútbol y es el campo del SC Tavriya Simferopol. Tiene capacidad para 19 978 personas, fue construido en 1967 y renovado en 2004.

## Historia
El estadio Albergó un amistoso entre la URSS y Bulgaria en 1979. Fue sede de la selección de la Unión Soviética durante la fase de clasificación para la UEFA Euro 1988 en los partidos ante Noruega e Islandia. En ambos partidos asistieron más de 30 000 espectadores. Más tarde, el 15 de noviembre de 1989 el estadio también fue anfitrión de un partido de clasificación para la Copa Mundial de Fútbol de 1990 contra el equipo nacional de Turquía.
El estadio Lokomotiv fue uno de los tres estadios ucranianos que sirvió de base de la selección nacional de fútbol soviético. Los otros estadios fueron el Estadio Republicano de Kiev (doce partidos) y el Estadio Central de la Compañía Naviera del Mar Negro de Odesa (un partido).
En 2015, el TSK-Tavria disputó un partido de copa en casa contra el SKChF Sebastopol en el estadio.